# Koperta scoliosa
Koperta scoliosa är en insektsart som beskrevs av Irena Dworakowska 1981. Koperta scoliosa ingår i släktet Koperta och familjen dvärgstritar. Inga underarter finns listade i Catalogue of Life.